# 三枝夕夏 IN db 1st 〜君と約束した優しいあの場所まで〜
『三枝夕夏 IN db 1st 〜君と約束した優しいあの場所まで〜』（さえぐさゆうか イン デシベル ファースト きみとやくそくしたやさしいあのばしょまで）は、日本の男女4人組バンドである三枝夕夏 IN dbのスタジオ・アルバム。
ソロプロジェクトからバンド形態になってから初となるアルバムとして、2003年11月19日にGIZA studioからリリースされた。ミニ・アルバム『Secret&Lies』（2003年）からおよそ8か月ぶりにリリースされた作品であり、プロデューサーは、ミニ・アルバムに引き続きKANONJIこと長戸大幸が担当している。
本作からの先行シングルとして「CHU☆TRUE LOVE」「I can't see, I can't feel」「君と約束した優しいあの場所まで」の3曲が収録されており、2ndシングルである「It's for you」（2002年）は、フィーチャリングに当時nothin' but loveのメンバーとして活動していた大賀好修が参加した、カップリングの「It's for you 〜Acoustic version〜」が収録されている。

## 制作
元PAMELAHの小澤正澄が半数以上の楽曲の編曲を手掛けたため、全体的にデジタルロック色が強くなった。作曲は主に大野愛果、徳永暁人、川島だりあ、三好誠（rumania montevideo）など、ビーイング所属の作曲家が担当している。

## 批評
| 専門評論家によるレビュー | 専門評論家によるレビュー |
| レビュー・スコア         | レビュー・スコア         |
| 出典                     | 評価                     |
| ------------------------ | ------------------------ |
| CDジャーナル             | 肯定的                   |

『CDジャーナル』は、ボーカルの三枝夕夏に関して「素直でひたむきな歌詞とヴォーカルは好感度大」と肯定的な評価を下している。

## リリース
2003年11月19日にGIZA studioから映像作品『U-ka saegusa IN db FILM COLLECTION VOL.1 -SHOCKING BLUE-』と同時にリリースされた。
スリーブケース仕様として、フォトブック『the place where I can be way I am 〜私に帰れる場所〜』が同梱されている。

## チャート成績
テレビアニメ『名探偵コナン』のオープニングテーマとしてオンエアされた先行シングル「君と約束した優しいあの場所まで」は、オリコンチャートのシングルチャートで最高位8位にランクインし、スマッシュヒットを記録したが、本作に関してはアルバムチャート最高位19位で、売り上げ枚数は2.5万枚とセールスはミニ・アルバム『Secret & Lies』（最高位20位）と同程度であった。

## 収録曲
| 全作詞: 三枝夕夏。 |                                                                                               |           |            |          |      |
| #                  | タイトル                                                                                      | 作詞      | 作曲       | 編曲     | 時間 |
| 1.                 | 「Shocking Blue」                                                                             | 三枝夕夏  | 大野愛果   | 小澤正澄 | 4:05 |
| 2.                 | 「君と約束した優しいあの場所まで」                                                            | 三枝夕夏  | 小澤正澄   | 小澤正澄 | 4:52 |
| 3.                 | 「CHU☆TRUE LOVE」                                                                             | 三枝夕夏  | 大野愛果   | 徳永暁人 | 3:49 |
| 4.                 | 「ひらり 夢一夜」                                                                             | 三枝夕夏  | 川島だりあ | 池田大介 | 5:00 |
| 5.                 | 「I'm in love」                                                                               | 三枝夕夏  | 大野愛果   | 小澤正澄 | 3:19 |
| 6.                 | 「PASSIONATE WAVE」                                                                           | 三枝夕夏  | 徳永暁人   | 小澤正澄 | 3:12 |
| 7.                 | 「Because I love you, good-bye street」                                                       | 三枝夕夏  | 徳永暁人   | 大賀好修 | 4:40 |
| 8.                 | 「居心地のいいハニー」                                                                        | 三枝夕夏  | 大野愛果   | 小澤正澄 | 3:31 |
| 9.                 | 「It's for you 〜Acoustic version〜 featuring Yoshinobu Ohga (guitar) from nothin' but love」 | 三枝夕夏  | 川島だりあ | 池田大介 | 4:43 |
| 10.                | 「Destiny Wind Blows 〜Album version〜」                                                      | 三枝夕夏  | 三好誠     | 小澤正澄 | 4:27 |
| 11.                | 「君の瞳の中はミステリー」                                                                    | 三枝夕夏  | 徳永暁人   | 徳永暁人 | 4:25 |
| 12.                | 「I can't see, I can't feel」                                                                 | 三枝夕夏  | 小澤正澄   | 小澤正澄 | 4:41 |
| 13.                | 「I wish」                                                                                    | 三枝夕夏  | 間島和伸   | 小林哲   | 3:55 |
| 合計時間:          | 合計時間:                                                                                     | 合計時間: | 合計時間:  | 54:39    |      |

## 楽曲解説
1. Shocking Blue
  - よみうりテレビ系『プロの動脈。』エンディングテーマ
  - ライブで演奏されることが多く、後の15thシングル「Fall in Love」（2006年）では「Shocking Blue 〜rearrange version〜」[7]、ベスト・アルバム『U-ka saegusa IN db Final Best』では「Shocking Blue 〜2010 ver.〜」として[8]、それぞれリアレンジして収録されている。
2. 君と約束した優しいあの場所まで
  - 6thシングル。
  - よみうりテレビ･日本テレビ系アニメ『名探偵コナン』オープニングテーマ[9]
3. CHU☆TRUE LOVE
  - 4thシングル。
  - 日本テレビ系『AX MUSIC-TV』MUSIC BANK[10]
  - 日本テレビ系『汐留スタイル!』stylish play 011[2][11]
4. ひらり 夢一夜
5. I'm in love
6. PASSIONATE WAVE
7. Because I love you, good-bye street
8. 居心地のいいハニー
9. It's for you 〜Acoustic version〜 featuring Yoshinobu Ohga (guitar) from nothin' but love
  - 2ndシングル「It's for you」のカップリングに収録されているバージョン。
10. Destiny Wind Blows 〜Album version〜
  - 6thシングル「君と約束した優しいあの場所まで」のカップリング曲に収録されているアルバムバージョン。
11. 君の瞳の中はミステリー
  - 4thシングル「CHU☆TRUE LOVE」のカップリング曲。
12. I can't see, I can't feel
  - 5thシングル。
  - 日本テレビ系『AX MUSIC-TV』AX POWER PLAY #037[12]
13. I wish

## 参加ミュージシャン
- Artist : 三枝夕夏 IN db

db are
- Guitar : 岩井勇一郎
- Bass : 大藪拓
- Drums : 車谷啓介

- Recording director : 池田大介 (ZAIN ARTISTS)

| Shocking Blue - Track : 小澤正澄 - Chorus : 宇徳敬子, 大野愛果 - Track down : 野崎智子 君と約束した優しいあの場所まで - Track : 小澤正澄 - Chorus : 宇徳敬子, 三枝夕夏 - Track down : 野崎智子 CHU☆TRUE LOVE - Track : 徳永暁人 - Chorus : 宇徳敬子, 大野愛果, 三枝夕夏 - Track down : 中島顕夫 ひらり 夢一夜 - Track : 池田大介 - Chorus : 宇徳敬子 - Track down : 中島顕夫 I'm in love - Track : 小澤正澄 - Chorus : 宇徳敬子, 大野愛果, 三枝夕夏 - Track down : 市川孝之, 中島顕夫 PASSIONATE WAVE - Track : 徳永暁人 - Chorus : 宇徳敬子, 三枝夕夏 - Track down : 吉松克之 Because I love you, good-bye street - Track : 大賀好修 - Chorus : 宇徳敬子, 三枝夕夏 - Track down : 吉松克之 | 居心地のいいハニー - Track : 小澤正澄 - Chorus : 宇徳敬子, 大野愛果, 三枝夕夏 - Track down : 野崎智子 It's for you 〜Acoustic version〜 featuring Yoshinobu Ohga (guitar) from nothin' but love - Track : 池田大介 - Chorus : 宇徳敬子, 三枝夕夏 - Track down : 市川孝之 Destiny Wind Blows 〜Album version〜 - Track : 小澤正澄 - Chorus : 宇徳敬子, 三枝夕夏 - Track down : 吉松克之 君の瞳の中はミステリー - Track : 徳永暁人 - Chorus : 宇徳敬子, 三枝夕夏 - Track down : 市川孝之 I can't see, I can't feel - Track : 小澤正澄 - Chorus : 宇徳敬子, 大野愛果, 三枝夕夏 - Track down : 中島顕夫 I wish - Track : 小林哲 - Chorus : 三枝夕夏 - Track down : 中島顕夫 |